# Eurovisiesongfestival 1968
Het Eurovisiesongfestival 1968 was het dertiende Eurovisiesongfestival en vond plaats op 6 april 1968 in Londen, Engeland. Het programma werd gepresenteerd door Katie Boyle. Van de 17 deelnemende landen won Spanje met het nummer La, la, la, uitgevoerd door Massiel. Dit lied kreeg 29 punten, 17% van het totale aantal punten.
Met 28 punten werd het Verenigd Koninkrijk tweede, gevolgd door Frankrijk op de derde plaats met 20 punten.
Oorspronkelijk was Spanje van plan La, la, la te laten zingen door Joan Manuel Serrat, maar hij wilde het lied zingen in het destijds door de Spaanse overheid verboden Catalaans. Daarom werd hij vervangen door Massiel, die het wel in het Spaans zong. Pas 36 jaar later, op het Eurovisiesongfestival 2004 in Istanboel, was er voor het eerst een lied in het Catalaans te horen: Jugarem a estimar-nos van Marta Roure, die uitkwam voor Andorra.
Dit was het allereerste songfestival dat werd uitgezonden in kleur. De landen die het in kleur uitzonden waren: Frankrijk, Duitsland, Nederland, Zweden, Zwitserland en het Verenigd Koninkrijk.
Daarnaast was dit het eerste festival dat ook uitgezonden werd in heel Oost-Europa en Tunesië.

## Interludium
De Britten maakten dankbaar gebruik van de kleurentelevisie. Tijdens het tellen van de stemmen was er dan ook geen optreden van een dans- of muziekgroep, maar een compilatie van beelden van Londen ondersteund door muziek.

## Puntentelling

### Stemstructuur
Net als vorig jaar had elk land tien juryleden, die elk 1 punt aan een liedje gaven. Stemmen op het eigen land is niet toegestaan.

### Score bijhouden
De score werd bijgehouden op een scorebord dat in de zaal hing.
De deelnemende landen stonden in het Engels op het bord.
De gegeven punten werden gelijk bij het totaal van het land opgeteld.
Tijdens de puntentelling stond de presentatrice op het podium, schuin voor het scorebord.

### Stemmen
De jury's werden in volgorde van optreden opgebeld.
Het geven van de punten ging op volgorde van optreden.
De vertegenwoordiger van het land noemde het land en het aantal punten in het Engels of Frans
De presentatrice herhaalde dit.
Daarna noemde de presentatrice het land en punten in de andere taal.
In zowel het Frans als Engels gebruikte zij daarvoor het woord points.

### Beslissing
Bijna de hele puntentelling stond het Verenigd Koninkrijk op kop.
Duitsland belde als één-na-laatste de resultaten door en gaf twee punten aan het Verenigd Koninkrijk en zes punten aan Spanje.
Hierdoor kwam Spanje ineens op 29 punten en stond daarmee net boven het Verenigd Koninkrijk met 28 punten.
Joegoslavië was als laatste aan de beurt en zorgde gelijk voor een verrassing door Zwitserland van de nul punten af te helpen. De punten werden op volgorde van optreden gegeven. Dus toen Ierland, dat ná het Verenigd Koninkrijk had opgetreden, 6 punten kreeg was het duidelijk dat Spanje niet meer in te halen was.

### Fout en fraude
Joegoslavië gaf 2 punten aan Zwitserland, maar de presentatrice herhaalde in zowel Engels als Frans 3 punten. Die verschenen ook op het bord. De fout werd gelijk ontdekt en Joegoslavië moest opnieuw de punten doorgeven.
Volgens een documentaire die in 2008 is uitgezonden door de Spaanse commerciële zender LaSexta zou staatshoofd Francisco Franco de uitslag hebben beïnvloed door nationale omroepen geld te bieden om te stemmen op Massiel hetgeen Cliff Richard de eerste plaats kostte.

### Resultaat
| Plaats | Land                | Artiest(en)                         | Lied                               | Punten |
| ------ | ------------------- | ----------------------------------- | ---------------------------------- | ------ |
| 1      | Spanje              | Massiel                             | La, la, la                         | 29     |
| 2      | Verenigd Koninkrijk | Cliff Richard                       | Congratulations                    | 28     |
| 3      | Frankrijk           | Isabelle Aubret                     | La source                          | 20     |
| 4      | Ierland             | Pat McGeegan                        | Chance of a lifetime               | 18     |
| 5      | Zweden              | Claes-Göran Hederström              | Det börjar verka kärlek, banne mej | 15     |
| 6      | Duitsland           | Wencke Myhre                        | Ein Hoch der Liebe                 | 11     |
| 7      | België              | Claude Lombard                      | Quand tu reviendras                | 8      |
| 7      | Joegoslavië         | Luciano Kapurso & Hamo Hajdarhodžić | Jedan dan                          | 8      |
| 7      | Monaco              | Line & Willy                        | À chacun sa chanson                | 8      |
| 10     | Italië              | Sergio Endrigo                      | Marianne                           | 7      |
| 11     | Luxemburg           | Chris Baldo & Sophie Garel          | Nous vivrons d'amour               | 5      |
| 11     | Portugal            | Carlos Mendes                       | Verão                              | 5      |
| 13     | Zwitserland         | Gianni Mascolo                      | Guardando il sole                  | 2      |
| 13     | Oostenrijk          | Karel Gott                          | Tausend Fenster                    | 2      |
| 13     | Noorwegen           | Odd Børre                           | Stress                             | 2      |
| 16     | Nederland           | Ronnie Tober                        | Morgen                             | 1      |
| 16     | Finland             | Kristina Hautala                    | Kun kello käy                      | 1      |

## Deelnemers

### België en Nederland
Claude Lombard werd zevende voor België, Nederland werd laatste door toedoen van Ronnie Tober.

### Terugkerende artiesten
| Land      | Artiest         | Plaats | Eerdere deelname | Plaats toen |
| --------- | --------------- | ------ | ---------------- | ----------- |
| Frankrijk | Isabelle Aubret | 3      | Frankrijk 1962   | 1           |

Wencke Myhre deed voor de eerste keer mee voor Duitsland maar had het al enkele malen geprobeerd in thuisland Noorwegen.

### Nationale keuzes
Antonio Calvário en Simone de Oliviera deden al eens mee voor Portugal in 1964 en 1965 maar ze slaagden er niet in een tweede keer te gaan. Tonia die België twee jaar geleden een vierde plaats bezorgde kon dit jaar niet winnen in de preselectie.
Östen Warnerbring en Svanthe Thuresson de twee vorige deelnemers van Zweden bundelden hun krachten maar werden slechts vijfde op Melodifestivalen. Kirsti Sparboe en Nora Brockstedt die Noorwegen allebei al tweemaal vertegenwoordigden moesten nu genoegen nemen met zilver en brons. Lola Novaković die na haar huwelijk Lola Jovanovic heette deed mee aan Jugovizija maar won niet.

### Kaart

Deelnemende landen
Landen die al meegedaan hebben maar niet meedoen